# Rezon
Rezon è un videogioco di tipo sparatutto a scorrimento orizzontale sviluppato in versione arcade da Allumer e pubblicato da Taito nel 1991 in tutto il mondo. Fu poi convertito per PlayStation 2 nella raccolta Taito Legends 2. Oltre alla difficoltà estrema il videogioco si ricorda per essere un clone della saga di R-Type, da cui ripropone livelli, jingle, nomi, esplosioni e addirittura diversi nemici comuni praticamente identici.

## Modalità di gioco
A bordo dell'astronave SR-91 bisogna superare 6 livelli, ognuno dei quali presenta alla fine un boss. Come armi a disposizione si ha un unico raggio a protoni coadiuvato da due pod di sostegno chiamati Vaws (Variable Armor Weapons System) i quali hanno tre tipologie di armi, intercambiabili raccogliendo i power-up sparsi nei livelli.

### Armamento
- Raggio protonico, l'arma di default e unica. Non potenziabile.
- Vaws giallo, sparo a cerchio giallo non molto potente.
- Vaws rosso, laser utile con i nemici frontali e posteriori.
- Vaws blu, raggio a goccia poco potente, può rimbalzare su nemici, muri e livelli.